# Penny (supermarché)
Pour les articles homonymes, voir Penny (homonymie).

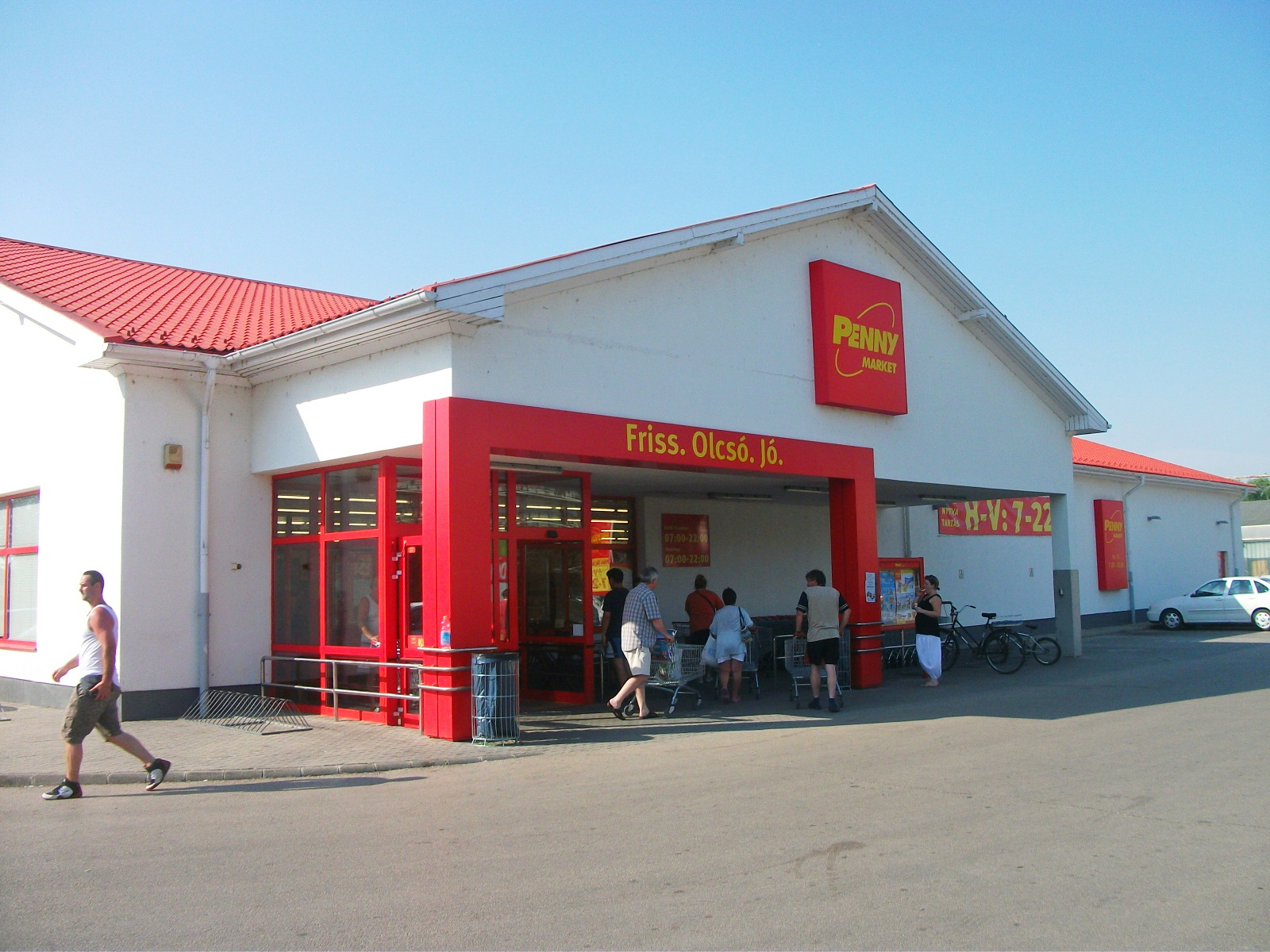
Un magasin Penny Market à Gárdony en Hongrie

Penny (stylisée « PENNY. », anciennement Penny Markt ou Penny Market) est une chaîne de supermarchés hard-discount franco-allemande créée en 1973 et appartient au groupe Rewe.

## Implantations
Elle exploite en 2010, environ 3 000 magasins à travers 6 pays en Europe.
En mai 2014, Penny est présente en Allemagne, Autriche, Bulgarie, Hongrie, Italie, République tchèque, Roumanie et prochainement en Turquie[réf. nécessaire]. 
En France, la chaîne a été rachetée en 2005 par l'enseigne Ed du groupe Carrefour.